# Gigantocypris agassizii
Gigantocypris agassizii är en kräftdjursart som beskrevs av G. W. Müller 1895. Gigantocypris agassizii ingår i släktet Gigantocypris och familjen Cypridinidae. Inga underarter finns listade i Catalogue of Life.